# Algeciras (stacja kolejowa)
Algeciras – stacja kolejowa w Algeciras, we wspólnocie autonomicznej Andaluzja, w prowincji Kadyks. Stacja znajduje się na skrzyżowaniu starych dróg z Kadyksu do Malagi. Znajdują się tu 2 perony.
Pierwszy dworzec został otwarty w 1890 jako część linii kolejowej z Bobadilli.

## Połączenia
- Grenada
- Madryt
- Ronda